# Saison 4 de Star Trek : La Nouvelle Génération
Chronologie
Saison 3 Saison 5
Cet article présente le guide de la quatrième saison de la série télévisée Star Trek : La Nouvelle Génération.

## Épisode 1:Le Meilleur des deux mondes,2epartie
- Titre original : The Best of Both Worlds
- Numéro(s) : 75 (4–1)
- Scénariste(s) : Michael Piller
- Réalisateur(s) : Cliff Bole
- Diffusion(s) : 
  -  États-Unis : 24 septembre 1990
- Invité(es) : Elizabeth Dennehy (Lt. Cmdr. Shelby), George Murdock (Admiral Hanson), Todd Merrill (Ensign Gleason), Whoopi Goldberg (Guinan), Colm Meaney (Miles O'Brien)
- Résumé :

## Épisode 2:En famille
- Titre original : Family
- Numéro(s) : 76 (4–2)
- Scénariste(s) : Ronald D. Moore
- Réalisateur(s) : Les Landau ; histoire : Susanne Lambdin, Bryan Stewart
- Diffusion(s) : 
  -  États-Unis : 1er octobre 1990
- Invité(es) : Jeremy Kemp (Robert Picard), Samantha Eggar (Marie Picard), Theodore Bikel (Sergey Rozhenko), Georgia Brown (Helena Rozhenko), Whoopi Goldberg (Guinan), Dennis Creaghan (Louis), David Tristan Birkin (Rene Picard), Doug Wert (Jack Crusher)
- Résumé : à la suite de son dur combat contre les Borg (Star Trek)s, l'Enterprise est amarré à la station terrestre McKinley afin d'être réparée et remise en état. Pendant ce temps, la plupart des membres de l'équipage sont en permission sur Terre ou bien accueillent leur famille à bord. Jean-Luc Picard, quant à lui, est en convalescence après les traumatismes tant physiques que mentaux qu'il a dû endurer de la part des Borgs. Après avoir récupéré une grande partie de sa forme grâce au Docteur Crusher et à Deanna Troi, il décide de partir en France, plus précisément dans le vignoble familial aujourd'hui dirigé par Robert, son frère aîné. Picard y rencontre son neveu et sa belle-sœur, avec qui il était resté en contact malgré l'éloignement dû à sa carrière à Starfleet. Un ami de la famille essaye alors d'engager Picard à la tête du Projet Atlantis, un centre de recherche en construction sous l'océan. Pendant ce temps, les parents adoptifs de Worf, Sergei et Helena Rozhenkho, sont à bord de l'Enterprise afin de passer un peu de temps avec leur fils. Ayant eu connaissance de sa répudiation de l'Empire klingon, ils s'inquiètent pour lui. De retour sur Terre, on découvre un Robert aigri d'avoir dû rester dans le domaine familial pour perpétrer la tradition, pendant que son frère parcourait les étoiles et entamait une carrière illustre. Il lui reproche de n'être venu que pour chercher de l'aide, comme lorsqu'il était petit. Ce ne sera qu'après une violente bagarre dans les vignes que les deux frères se réconcilieront et que Jean-Luc parviendra à assumer son asservissement temporaire par les Borgs. Après le pugilat, Robert et Jean-Luc, couverts de boue, rentrent à la propriété et ouvrent plusieurs bouteilles de vin, ce qui provoque la fureur de la femme de Robert. Jean-Luc comprend alors qu'il est temps pour lui de regagner l'Enterprise et avoue à son frère qu'il était bel et bien venu pour chercher de l'aide. Wesley Crusher, de son côté, rencontre son père pour la première fois grâce à un enregistrement holographique réalisé alors qu'il n'avait que dix semaines et qu'il ne devait voir que lorsqu'il aurait 18 ans.

## Épisode 3:Les Frères
- Titre original : Brothers
- Numéro(s) : 77 (4–3)
- Scénariste(s) : Rick Berman
- Réalisateur(s) : Rob Bowman
- Diffusion(s) : 
  -  États-Unis : 8 octobre 1990
- Invité(es) : Coey Danziger (Jake Potts), Adam Ryen (Willie Potts), James Lashley (Ensign Kopf), Brent Spiner (Lore/Dr Noonian Soong), Colm Meaney (Miles O'Brien)
- Résumé : Alors que l'Enterprise se dirige en hâte vers une station spatiale pour une urgence médicale, Data semble devenir fou et prend le contrôle du vaisseau. Il s'avère bientôt qu'il répondait à l'appel de son créateur, sur le point de mourir. Mais le frère de Data, Lore, a reçu le même appel.
- Commentaire(s) : Il est étrange d'avoir donné au créateur de Data, un nom qui correspond presque phonétiquement au méchant le plus célèbre de "Star Trek", à savoir Khan Noonien Singh...

## Épisode 4:Humain, soudainement
- Titre original : Suddenly Human
- Numéro(s) : 78 (4–4)
- Scénariste(s) : John Whelpley, Jeri Taylor
- Réalisateur(s) : Gabrielle Beaumont
- Diffusion(s) : 
  -  États-Unis : 15 octobre 1990
- Invité(es) : Chad Allen (Jono), Sherman Howard (Captain Endar), Barbara Townsend (Admiral Connaught Rossa)
- Résumé : L'Enterprise reçoit un appel de détresse d'un vaisseau Talaharien à l’intérieur duquel se trouvent cinq adolescents dont étrangement un humain. Le capitaine Picard se doit alors de le prendre sous son aile et de lui réapprendre ce qu'est être humain.
- Commentaire : Une fois de plus le Capitaine Picard se retrouve confronté à un rôle de substitut de père, alors que pour lui les enfants restent une grande inconnue.

## Épisode 5:Souvenez-vous de moi
- Titre original : Remember Me
- Numéro(s) : 79 (4–5)
- Scénariste(s) : Lee Sheldon
- Réalisateur(s) : Cliff Bole
- Diffusion(s) : 
  -  États-Unis : 22 octobre 1990
- Invité(es) : Eric Menyuk (le Voyageur), Bill Erwin (Cmdr. Dalen Quaice), Colm Meaney (Miles O'Brien)
- Résumé : Le docteur Beverly Crusher est enfermée dans une boucle de distorsion.

## Épisode 6:Héritage
- Titre original : Legacy
- Numéro(s) : 80 (4–6)
- Scénariste(s) : Joe Menosky
- Réalisateur(s) : Robert Scheerer
- Diffusion(s) : 
  -  États-Unis : 29 octobre 1990
- Invité(es) : Beth Toussaint (Ishara Yar), Don Mirault (Hayne), Vladimir Velasco (Tan Tsu), Christopher Michael (lieutenant de la coalition), Colm Meaney (Miles O'Brien)
- Résumé : Une partie de poker entre Riker, Deanna, Data et Worf est interrompue par Picard : un appel de détresse du cargo Arcos vient d'être reçu et l'Entreprise doit changer de cap pour y répondre et se diriger vers Turkana IV, la planète de naissance de Tasha Yar. À l'arrivée de l'Entreprise, le vaisseau en détresse explose mais une nacelle de sauvetage se dirigeant vers la planète est détectée. Une équipe d'exploration se téléporte sur Turkana IV à la recherche de survivants, mais la planète est en proie à une guerre civile entre deux clans de colons, la Coalition et l'Alliance.

## Épisode 7:Réunion
- Titre original : Reunion
- Numéro(s) : 81 (4–7)
- Scénariste(s) : Thomas Perry, Jo Perry, Ronald D. Moore, Brannon BragaBranon Braga
- Réalisateur(s) : Jonathan Frakes
- Diffusion(s) : 
  -  États-Unis : 5 novembre 1990
- Invité(es) : Charles Cooper (K'mpec), Suzie Plakson (K'Ehleyr), Robert O'Rielly (Gowron), Patrick Massett (Duras), Jon Steuer (Alexander), Michael Rider (sécurité)
- Résumé : L'Entreprise est en train d'étudier des radiations anormales dans le système Gamma Arigulon lorsqu'un vaisseau klingon est annoncé. L'ambassadrice K'Ehleyr, l'ex-amante de Worf, est à bord de ce vaisseau. Celle-ci se rend à bord de l'Entreprise accompagnée d'un enfant klingon : le fils de Worf. Elle annonce à Picard que K'mpec, le chef du Grand Conseil klingon est mourant et qu'il est à bord du croiseur. Il veut voir Picard en particulier pour lui annoncer qu'il a été choisi pour faire l'arbitre entre les deux candidats à sa succession : Gowron et Duras. Ce dernier fut la cause du déshonneur de Worf devant le Grand Conseil.
- Commentaire : 
  - À la fin de l'épisode, Worf prononce une phrase en forme de clin d’œil a Star Wars : "Je suis ton père"
  - Suzie Plakson (K'Ehleyr), joua d'autres personnages dans la franchise Star trek
    - Star Trek : La Nouvelle Génération.'
      - saison 2, épisode 06 : Double Personnalité) : Lt. Selar, M.D.
      - saison 2, épisode 20 : L'Émissaire) : K'Ehleyr
      - saison 4, épisode 07 : Réunion) : K'Ehleyr

    - Star Trek: Voyager (saison 3, épisode 11 : Q-uerelle de succession) : Female Q
    - Star Trek: Enterprise (saison 2, épisode 15 : Le Négociateur) : Tarah

## Épisode 8:Futur imparfait
- Titre original : Future Imperfect
- Numéro(s) : 82 (4–8)
- Scénariste(s) : J. Larry Carroll, David Bennett Carren
- Réalisateur(s) : Les Landau
- Diffusion(s) : 
  -  États-Unis : 12 novembre 1990
- Invité(es) : Andreas Katsulas (Ambassador Tomalak), Chris Demetral (Jean-Luc/Ethan), Carolyn McCormick (Minuet), April Grace (chef transporteur), Patti Yasutake (Alyssa Ogawa)
- Résumé : L'Entreprise effectue une reconnaissance de sécurité dans le secteur d'Onias, proche de la Zone Neutre. Riker fête son anniversaire, mais la fête est interrompue : l'Entreprise est sondé à partir de la troisième planète du système d'Alpha Onias. Riker s'y rend avec Worf et Geordi. Incommodée par les gaz présents dans l'atmosphère de la planète, l'équipe s'évanouit. Riker se réveille dans l'infirmerie de l'Entreprise. 16 ans se sont passés et il est maintenant le capitaine.
- Commentaire : Un épisode dans lequel on voit le futur de Riker : Picard devient amiral et Riker, capitaine de l'Enterprise. Une petite déception toutefois : Riker n'est pas marié avec Deanna car elle a quitté l'Enterprise pour un poste à Starfleet Command offert par Picard.

## Épisode 9:La Dernière Mission
- Titre original : Final Mission
- Numéro(s) : 83 (4–9)
- Scénariste(s) : Kacey Arnold-Ince, Jeri Taylor
- Réalisateur(s) : Corey Allen
- Diffusion(s) : 
  -  États-Unis : 19 novembre 1990
- Invité(es) : Nick Tate (Dirgo), Kim Hamilton (Chairman Songi), Mary Kohnert (Ensign Tess Allenby)
- Résumé : Avant de repartir sur Terre à la suite de son admission à l'Académie de Starfleet, Wesley Crusher accompagne Jean-Luc Picard sur Pentarus V pour une mission diplomatique mais la navette dans laquelle ils ont pris place s'échoue à la surface d'une lune inhospitalière.

## Épisode 10:La Perte
- Titre original : The Loss
- Numéro(s) : 84 (4–10)
- Scénariste(s) : Hilary J. Bader, Alan J. Adla, Vanessa Greene
- Réalisateur(s) : Chip Chalmers
- Diffusion(s) : 
  -  États-Unis : 1er décembre 1990
- Invité(es) : Kim Braden (Ensign Janet Brooks), Mary Kohnert (Ensign Tess Allenby), Whoopi Goldberg (Guinan)
- Résumé : Alors qu'il patrouille un secteur de l'espace, l'Entreprise est confronté à un phénomène étrange qui se présente sous la forme d'images fantômes. Parallèlement, Deanna Troi perd soudainement ses pouvoirs empathiques.

## Épisode 11:Une journée de Data
- Titre original : Data's Day
- Numéro(s) : 85 (4–11)
- Scénariste(s) : Harold Apter, Ronald D. Moore
- Réalisateur(s) : Robert Wiemer
- Diffusion(s) : 
  -  États-Unis : 7 janvier 1991
- Invité(es) : Sierra Pecheur (T'Pel/Sub-Cmdr. Selok), Alan Scarfe (Admiral Mendak), April Grace (chef transporteur), Shelly Desai (V'Sal), Colm Meaney (Miles O'Brien), Rosalind Chao (Keiko O'Brien)
- Résumé : Data fait un rapport journalier sur ses activités à un membre de Starfleet spécialiste en robotique, au cours d'une journée chargée mais qui semble normale à l'androïde. Pendant ce temps, le Capitaine Jean-Luc Picard est chargé d'escorter une ambassadrice Vulcaine dans la zone neutre pour y rencontrer un amiral Romulien.
- Commentaire :  Data apprend grâce au Docteur Beverly Crusher à danser pour le mariage du Chef Miles O'Brien. C'est d'ailleurs la première fois que l'on voit Keiko et que l'on apprend que c'est par l'entremise de Data qu'ils se sont rencontrés. Premier épisode où l'on voit également pour la première fois Data dans ses quartiers avec son chat. C'est par contre la seconde fois que Data avoue sa passion pour Arthur Conan Doyle et son personnage de Sherlock Holmes...le créateur de Data dans la série, étant fan d'Isaac Asimov qui lui-même était fan de Sherlock Holmes, on peut se demander si les scénaristes n'ont pas voulu renforcer le lien qui les unissent.

## Épisode 12:Meurtri
- Titre original : The Wounded
- Numéro(s) : 86 (4–12)
- Scénariste(s) : histoire : Stuart Charno, Sara Charno, Cy Chermak, écrit par Jeri Taylor
- Réalisateur(s) : Chip Chalmers
- Diffusion(s) : 
  -  États-Unis : 28 janvier 1991
- Invité(es) : Marc Alaimo (Gul Macet), Bob Gunton (Capitaine Benjamin Maxwell), Marco Rodriguez (Glinn Telle), Time Winters (Glinn Daro), John Hancock (Admiral Haden), Colm Meaney (Miles O'Brien), Rosalind Chao (Keiko O'Brien)
- Résumé : Alors que le vaisseau Enterprise doit rencontrer un vaisseau Cardassien pour une reconnaissance cartographique, l'Enterprise est attaqué. Le vaisseau Cardassien fait feu sur l'Enterprise sous prétexte qu'un autre vaisseau de la fédération nommé le Phénix et à bord duquel le chef Miles O'Brien a servi pendant la guerre contre Cardassia, s'en prend aux vaisseaux Cardassiens malgré la paix signée il y a tout juste un an.
- Commentaire : Cet épisode a été créé pour servir de base à la série Star Trek: Deep Space Nine. Il y fait pour la première fois allusion de la guerre entre la Fédération et les Cardassiens, laquelle aurait pris fin un an auparavant. Il manque cependant le point de vue de l'équipage de l'USS Phoenix. En effet, comment expliquer qu'un équipage entier puisse suivre un capitaine séditieux et désobéir aux ordres de Starfleet ? À noter également la présence de Marc Alaimo qui jouera un autre Gul dans la série Star Trek: Deep Space Nine.

## Épisode 13:Le Tribut du démon
- Titre original : Devil's Due
- Numéro(s) : 87 (4–13)
- Scénariste(s) : Philip Lazebnick
- Réalisateur(s) : Tom Benko ; histoire : Philip Lazebnick, William Glover
- Diffusion(s) : 
  -  États-Unis : 4 février 1991
- Invité(es) : Marta DuBois (Ardra), Paul Lambert (Dr Clarke), Marcello Tubert (Jared), Thad Lamey (le Diable), Tom Magee (monstre Klingon), William Glover (Marley)
- Résumé : Picard rencontre le diable qui entend prendre possession de la planète Ventax en vertu d'un contrat contracté avec ses habitants 1 000 ans auparavant et plus. Alors que les habitants sont d'accord, Picard s'y oppose.
- Commentaire : Selon la légende, les habitants de la planète ont conclu un pacte avec Ardra qui leur apporterait mille ans de paix. En compensation, les Ventaxiens deviendraient ses esclaves et lui donneraient toutes leurs richesses à l'issue de cette période.

## Épisode 14:Indices
- Titre original : Clues
- Numéro(s) : 88 (4–14)
- Scénariste(s) : Bruce D. Arthurs, Joe Menosky ; histoire : Bruce D. Arthurs
- Réalisateur : Les Landau
- Diffusion(s) : 
  -  États-Unis : 11 février 1991
- Invité(es) : Pamela Winslow (Ensign McKnight), Rhonda Aldrich (Madeline), Thomas Knickerbocker (Gunman), Whoopi Goldberg (Guinan), Colm Meaney (Miles O'Brien), Patti Yasutake (Alyssa Ogawa)
- Résumé : L'Enterprise détecte ce qui semble être une planète de classe M et un petit wormhole. Soudain, tous les humains s'évanouissent. Au réveil, l'ordinateur et Data indiquent qu'ils sont restés évanouis 30 secondes ; mais des indices, puis des preuves indiquent qu'ils sont restés inconscients un jour ou plus, et que Data ment.
- Commentaire : Dans cet épisode, sans hésiter un instant, le capitaine demande à une espèce extra-terrestre agressive et inconnue de faire des manipulations neurologiques sur chacun des occupants de l'Enterprise, une attitude pour le moins inattendue et confiante.

## Épisode 15:Premier Contact
- Titre original : First Contact
- Numéro(s) : 89 (4–15)
- Scénariste(s) : Dennis Russel Bailey, David Bischoff, Joe Menosky, Ronald D. Moore, Michael Piller
- Réalisateur(s) : Cliff Bole ; histoire : Marc Scott Zicree
- Diffusion(s) : 
  -  États-Unis : 18 février 1991
- Invité(es) : George Coe (Chancellor Avel Durken), Carolyn Seymour (Mirasta), George Hearn (Berel), Michael Ensign (Krola), Steven Anderson (Nilrem), Sachi Parker (Dr Tava), Bebe Neuwirth (Lanel)
- Résumé : Riker est capturé alors qu'il était en mission secrète sur une nouvelle planète, en préalable à un premier contact. Les officiels divergent sur la conduite à tenir vis-à-vis de l'Enterprise.
- Commentaire : Les décors extérieurs de la planète ressemblent beaucoup à ceux de 86 (saison 4, épisode 13), deux épisodes auparavant. Le fonctionnement du traducteur universel n'est pas expliqué dans cet épisode, mais on constate son efficacité : Riker leur dit qu'il est un des leurs (natif de la planète), et malgré leurs doutes, ils n'arrivent pas à prouver le contraire.

## Épisode 16:L'Enfant stellaire
- Titre original : Galaxy's Child
- Numéro(s) : 90 (4–16)
- Scénariste(s) : Maurice Hurley
- Réalisateur(s) : Winrich Kolbe
- Diffusion(s) : 
  -  États-Unis : 11 mars 1991
- Invité(es) : Susan Gibney (Dr Leah Brahms), Lanei Chapman (Ensign Rager), Jana Marie Hupp (Ensign Pavlik), April Grace (chef transporteur), Whoopi Goldberg (Guinan)
- Résumé : Alors que le Lieutenant Commandeur Geordi La Forge accueil à bord de l'Enterprise la vraie Dr Leah Brahms avec qui il avait eu à faire sous la forme d'un hologramme 2 ans plus tôt, un vaisseau inconnue de Starfleet vogue dans les environs. Désireux d'en apprendre plus à son approche, le capitaine Picard souhaite le voir de plus près. L'Enterprise est alors attaqué par ce qui est en fait une énorme forme de vie extraterrestre. Picard ordonne de tirer sur la créature afin de sauver son vaisseau, mais la créature succombe immédiatement. Alors que l'Entreprise s'apprête à repartir, une forme de vie est détectée dans la créature morte.

## Épisode 17:Terreurs nocturnes
- Titre original : Night Terrors
- Numéro(s) : 91 (4–17)
- Scénariste(s) : Pamela Douglas, Jeri Taylor
- Réalisateur(s) : Les Landau ; histoire : Shari Goodhartz
- Diffusion(s) : 
  -  États-Unis : 18 mars 1991
- Invité(es) : John Vickery (Andrus Hagan), Duke Moosekian (Ensign Gillespie), Craig Hurley (Ensign Peeples), Brian Tochi (Ensign Kenny Lin), Lanei Chapman (Ensign Rager), Whoopi Goldberg (Guinan), Deborah Taylor (Captain Chantel Zaheva)
- Résumé : L'Enterprise enquête sur le naufrage du Brittain, où il semble que les membres d'équipage se soient entre-tués, sauf un unique survivant bétazoïde. Des événements bizarres et des comportements étranges envahissent l'Enterprise, à commencer par Deanna qui a des cauchemars, et Miles qui est jaloux. Puis l'Enterprise tombe en panne.

## Épisode 18:Crise d'identité
- Titre original : Identity Crisis
- Numéro(s) : 92 (4–18)
- Scénariste(s) : Brannon Braga
- Réalisateur(s) : Winrich Kolbe ; histoire : Timothy DeHaasBrannon Braga
- Diffusion(s) : 
  -  États-Unis : 25 mars 1991
- Invité(es) : Maryann Plunkett (Lt. Cmdr. Susanna Leitjen), Amick Byram (Lt. Hickman), Dennis Madalone (Transporter Chief Hendrick), Mona Grudt (Ensign Graham), Paul Tompkins (Brevelle), Patti Yasutake (Alyssa Ogawa)
- Résumé : Cinq ans auparavant, un groupe d'humains disparaissait d'une lointaine planète. Un groupe de cinq conduisit les investigations sans rien trouver. Aujourd'hui, trois de ces cinq ont déserté leur poste pour rejoindre la planète ; les deux autres, Susanna et Geordi, sont sous haute surveillance médicale. L'Enterprise essaie d'enquêter sur place, mais ne trouve rien, et Susanna commence à développer des symptômes.
- Commentaire : Au moment crucial, il s'avère que le Lt Hickman est hors de portée des transporteurs, alors qu'en temps normal ils peuvent atteindre n'importe quel point à la surface d'une planète, et donc a fortiori un point plus proche en haute atmosphère. L'inanité des dispositifs technologiques, récurrent dans la série comme moteur dramatique ou scénaristique, est beaucoup utilisé dans cet épisode : Beverly ne voit aucune anomalie médicale, les senseurs ne détectent aucune forme de vie. Ce sont les facultés (et donc le personnage) de Data qui sont mises en valeur.

## Épisode 19:Le Énième Degré
- Titre original : The Nth Degree
- Numéro(s) : 93 (4–19)
- Scénariste(s) : Joe Menosky
- Réalisateur(s) : Robert Legato
- Diffusion(s) : 
  -  États-Unis : 1er avril 1991
- Invité(es) : Dwight Schultz (Lt. (J.G.) Reginald "Reg" Barclay III), Jim Morton (Einstein), Kay E. Kuter (Cytherian), Page Leong (Ensign April Anaya), Saxon Trainor (Lt. Linda Larson), David Coburn (Ensign Brower)
- Résumé : Une sonde inconnue abîme un télescope spatial et menace l'Enterprise qui doit la détruire. Entre-temps, il semble qu'elle ait contaminé un jeune officiel, Reg. Auparavant introverti et timide, ce dernier est devenu supérieurement intelligent. Il prend le contrôle de l'ordinateur.
- Commentaire : Lors d'un instant, on croit se retrouver dans 2001, l'Odyssée de l'espace lorsque Geordi est dans le tunnel qui ressemble à la salle des mémoires de HAL 9000 et que l'ordinateur dit : I'm afraid I cannot do that en refusant un ordre de Picard.

## Épisode 20:Qpidon
- Titre original : Qpid
- Numéro(s) : 94 (4–20)
- Scénariste(s) : Ira Steven Behr
- Réalisateur(s) : Cliff Bole ; histoire : Randee Russell, Ira Steven Behr
- Diffusion(s) : 
  -  États-Unis : 22 avril 1991
- Invité(es) : Jennifer Hetrick (Vash), Clive Revill (Sir Guy), John de Lancie (Q)
- Résumé : Vash débarque sur l'Enterprise pour un symposium d'archéologie. Q aussi car il se sent une dette envers Picard qui l'a aidé la dernière fois qu'il était en situation difficile. Picard refuse que Q fasse quelque chose pour lui, et par dépit, il envoie le groupe et Vash dans le monde de Robin des Bois, où ce dernier (Picard) doit sauver Marianne (Vash).
- Commentaire : Dans d'autres épisodes, la Fédération où la planète Terre est au bord de la destruction, sous une menace que seule une intervention divine semble capable d'éliminer (par exemple lorsque les Borgs ont détruit la flotte et rejoint la Terre pour l'absorber). On pourrait donc faire remarquer que Picard aurait tout intérêt à accepter l'offre de Q.

## Épisode 21:La Chasse aux sorcières
- Titre original : The Drumhead
- Numéro(s) : 95 (4–21)
- Scénariste(s) : Jeri Taylor
- Réalisateur(s) : Jonathan Taylor
- Diffusion(s) : 
  -  États-Unis : 29 avril 1991
- Invité(es) : Jean Simmons (Admiral Norah Satie), Bruce French (Sabin Genestra), Spencer Garrett (Simon Tarses), Ann Shea (Nellen Tore), Earl Billings (Admiral Thomas Henry), Henry Woronicz (Lt. J'Dan)
- Résumé : Des secrets ont fui chez les Romuliens. Un amiral, investigateur de renom, est envoyé pour enquêter. Il trouve le traître, mais cherche encore son complice. À force d’enquêter, il découvre qu'un jeune membre d'équipage a un grand-père romulien, et cette révélation met sa carrière en péril et le désigne comme le complice du traître aux yeux de l'amiral. Picard, refusant de retenir ce fait comme preuve à charge, cherche à s'opposer à la procédure mise en œuvre par l'amiral.

## Épisode 22:La Moitié d'une vie
- Titre original : Half a Life
- Numéro(s) : 96 (4–22)
- Scénariste(s) : Peter Allan Fields
- Réalisateur(s) : Les Landau ; histoire : Ted Roberts, Peter Allan Fields
- Diffusion(s) : 
  -  États-Unis : 6 mai 1991
- Invité(es) : Michelle Forbes (Dara), Terrence McNally (B'Tardat), Carel Struycken (Mr. Homm), David Ogden Stiers (Dr Timicin), Majel Barrett (Lwaxana Troi), Colm Meaney (Miles O'Brien)
- Résumé : Le soleil Kaelon est mourant et la planète Kaelon II demande l'assistance de la Fédération pour mener des expériences de revivification. Pour cela le Dr Timicin part avec eux tester un protocole sur une étoile d'un système désert. Lwaxana Troi, présente, s'éprend du docteur et tente de le séduire. L'expérience stellaire est un échec, mais le docteur ne peut malheureusement pas continuer à mener ses recherches car il a atteint l'âge de la Résolution, 60 ans, où il doit quitter la vie (se suicider) selon les rituels sociaux de sa planète (allusion à l'Ubasute). Lwaxana le pousse à renier leur tradition et échapper à la Révélation. Lorsque Timicin découvre le problème dans leur expérience et la quantité de travail restant à réaliser, il décide de ne pas mourir pour sauver la planète, ce qui déclenche une crise diplomatique entre Kaelon II et l'Enterprise.
- Commentaire : La manipulation d'étoile est un thème de l'astrophysique, la classification de Kardashev (1964[1]) établit que ce sont les civilisations de type II qui en sont capables "TYPE II: A civilization capable of utilizing and  channeling the entire radiation output of its star. The energy utilization would then be comparable to the luminosity of our Sun, about 4 x 10 to the 26 power Watt." La partie du cycle de vie d'une étoile pendant laquelle elle est stable et propice à la vie s'appelle la séquence principale. Prolonger l'habitabilité d'une planète qui a son soleil en fin de vie consiste à maintenir le soleil sur la séquence principale. Selon Reeves (1964[2]), ceci se fait en envoyant à sa surface des rayons laser puissant ou des bombes atomiques pour créer un point chaud pour forcer l'étoile à utiliser l'hydrogène non utilisé qui lui reste. Il est donc intéressant de voir Starfleet essayer. Cependant, dans la réalité, le processus est beaucoup plus lent que ce qui nous est présenté car, même avec une technologie futuriste, il faut tenir compte du temps de propagation à la surface de l'étoile, qui ne peut être supérieur à la vitesse de la lumière.

## Épisode 23:L'Hôte
- Titre original : The Host
- Numéro(s) : 97 (4–23)
- Scénariste(s) : Michel Horvat
- Réalisateur(s) : Marvin Rush
- Diffusion(s) : 
  -  États-Unis : 13 mai 1991
- Invité(es) : Franc Luz (Ambassador Odan), Barbara Tarbuck (Governor Leka Trion), Nicole Orth-Pallavicini (Kareel), Patti Yasutake (Alyssa Ogawa), Robert Harper (Lathal Bine), William Newman (Kalin Trose)
- Résumé : Le Dr Crusher tombe amoureuse d'Odan, l'ambassadeur trill en mission pour réconcilier deux satellites d'une planète mère, prêts à partir en guerre. Lorsque des terroristes hostiles à la paix attaquent la navette transportant Odan (qui avait refusé d'être téléporté), ce dernier est grièvement blessé. Le Dr Crusher se rend alors compte que le corps d'Odan n'est qu'une hôte pour un symbiote. Le symbiote fait toute la personnalité d'Odan, et contient sa mémoire. Le corps d'Odan meurt. La guerre menaçant, sauvegarder la mission est primordial, et Riker accepte de prendre le symbiote. Riker se réveille donc en ambassadeur Odan, en tous points sauf son apparence. Le Dr Crusher refuse d'accepter de porter sur Odan dans le corps de Riker les sentiments qu'elle a pour Odan. La symbiose se passe mal, Riker rejette le symbiote, mettant en péril sa vie. Un nouvel hôte est envoyé par la planète Trill, mais le temps est compté.
- Commentaire : C'est la première apparition de l'espèce Trill, qui réapparaîtront sous une forme totalement différente, en effet, les producteurs ont décidé de leur donner par la suite des tatouages comme ceux de l'épisode précédent des "Kaelonien" dans l'épisode 22, "La moitié d’une vie" dont la société a sans doute été jugée trop rébarbative pour continuer à s'y intéresser. Cependant pour pallier cette erreur, les scénaristes, qui sont pour la plupart également coproducteurs, inventeront 2 espèces de Trill, les Alphas (comme ici mais que l'on ne verra plus) et les Betas (avec leurs taches). Le dénouement de l'épisode est une façon pour la série d'aborder l'homosexualité. Les amateurs de la série eux-mêmes reprochaient à la série, censée représenter un futur dans une société utopique, de ne jamais évoquer comment cette société gérait les questions d'identité sexuelle et d'homosexualité.

## Épisode 24:Vue de l'esprit
- Titre original : The Mind's Eye
- Numéro(s) : 98 (4–24)
- Scénariste(s) : René Echevarria
- Réalisateur(s) : David Livingston ; histoire : Ken Schafer, René Echevarria
- Diffusion(s) : 
  -  États-Unis : 27 mai 1991
- Invité(es) : Larry Dobkin (Ambassador Kell), John Fleck (Taibak), Edward Wiley (Governor Vagh), Colm Meaney (Miles O'Brien)
- Résumé : Geordi est envoyé sur la planète Risa pour un séminaire sur l'intelligence artificielle. Il est intercepté et enlevé en chemin par des Romuliens qui lui font subir un lavage de cerveau et le reprogramment pour qu'il exécute une certaine mission pour eux. De retour sur l'Enterprise, il ne sait rien de tout cela. L'Enterprise a été appelé par l'Empire Klingon pour répondre au nom de la Fédération à des accusations d'aide envers des rebelles indépendantistes sur une planète en zone d'influence klingon mais proche de la frontière. Une telle attitude de la part de la Fédération serait de nature à servir ses intérêts mais serait un casus belli si découvert. Picard assure les dignitaires que la Fédération ne s'immiscera jamais dans leurs affaires internes, et mène l'enquête. Il semble que ce soit un plan des Romuliens pour briser l'alliance entre les Klingons et la Fédération.

## Épisode 25:En théorie
- Titre original : In Theory
- Numéro(s) : 99 (4–25)
- Scénariste(s) : Joe Menosky, Ronald D. Moore
- Réalisateur(s) : Patrick Stewart
- Diffusion(s) : 
  -  États-Unis : 3 juin 1991
- Invité(es) : Michele Scarabelli (Ensign Jenna D'Sora), Pamela Winslow (Ensign McKnight), Whoopi Goldberg (Guinan), Colm Meaney (Miles O'Brien), Rosalind Chao (Keiko O'Brien)
- Résumé : L'Enterprise est en route pour une nébuleuse de matière noire où se trouve aussi une planète de classe M. En même temps, Data a séduit involontairement Jenna D'Sora, avec laquelle il travaille. Après avoir demandé conseil à tous ses amis, il décide de se lancer dans une relation romantique. Pendant ce temps là, au fur et à mesure qu'ils approchent de leur destination, des évènements étranges surviennent dans le vaisseau.
- Commentaire : C'est le premier épisode dirigé par Patrick Stewart. La recherche par Data de l'attitude idéale en tant que partenaire d'une relation amoureuse est source de nombreuses scènes très rafraîchissantes. Il est regrettable cependant que, la relation ayant été commencée avec un personnage secondaire, il n'y a pas de suspens sur son issue à la fin de l'épisode.

## Épisode 26:Rédemption,1repartie
- Titre original : Redemption
- Numéro(s) : 100 (4–26)
- Scénariste(s) : Ronald D. Moore
- Réalisateur(s) : Cliff Bole
- Diffusion(s) : 
  -  États-Unis : 17 juin 1991
- Invité(es) : Denise Crosby (Sela), Robert O'Reilly (Gowron), Tony Todd (Cmdr. Kurn), Barbara March (Lursa), Gwynyth Walsh (B'Etor), Ben Slack (K'Tal)
- Résumé : Picard, qui avait été désigné comme arbitre de la succession à l'empire klingon, est rappelé à son rôle au moment où le nouvel empereur, Gowron, doit être intronisé. Sur les conseils de Picard, Worf décide que c'est le moment de laver le nom de sa famille ; son père avait été injustement déclaré traître, à la place de Duras, par le Conseil et Worf avait accepté l'injustice, car la traîtrise exposée de Duras aurait provoqué une guerre civile. La famille rivale de Gowron, toujours les Duras, réclame le trône pour Toral, le dernier héritier mâle. L'arbitre (Picard) donne raison à Gowron, l'empereur désigné, mais la plupart des membres du conseil s'allient avec Duras. Worf, légitimiste, est fidèle à Gowron. Gowron s'installe sur le trône, mais les Duras attaquent. Worf demande à Picard d'accéder à la demande officielle de Gowron de les aider contre Duras, mais Picard refuse, considérant que ce conflit est interne.Worf décide alors de démissionner de starfleet pour rejoindre la lutte auprès de Gowron.Cependant, une silhouette trop familière œuvre dans l'ombre aux côtés des Duras, qui ressemble étonnamment à Tasha Yar.
- Commentaire : Il n'est pas rare d'entendre les Klingons parler anglais entre eux, alors même qu'ils sont seuls, par exemple, dans la première scène entre Worf et Gowron, ou celle entre Worf et son frère, ou encore, assez ironiquement, lorsqu'ils complotent contre la Fédération. Mais dans le grand hall du palais klingon, on entend Picard qui parle klingon tandis que les Klingons parlent anglais, y compris entre eux.